# Wojskowy Klub Sportowy Czarni Radom
Il Wojskowy Klub Sportowy Czarni Radom è una società pallavolistica maschile polacca con sede a Radom: milita nel campionato di Polska Liga Siatkówki.

## Storia
La società venne fondata nel 1921, e dopo soli due anni finì sotto il controllo militare. In questi anni l'unica attività era quella calcistica, ma ad essa si aggiunsero presto le formazioni di pallavolo, pugilato e nuoto.
La squadra di pallavolo militò nelle serie minori fino al 1979, quando conquistò la promozione alla IIa Divisione, il 1984 è invece l'anno della promozione alla massima serie. Nel 1987 raggiunse la finale della coppa nazionale, mentre i migliori anni in campionato sono il 1994 e il 1995, quando terminò la stagione con il terzo posto.
Gli anni successivi segnarono l'inizio di un lento declino, che venne però sorprendentemente interrotto nel 1999, grazie alla vittoria della Coppa di Polonia. In finale sconfissero il più quotato Klub Sportowy AZS Częstochowa Sportowa al tie-break, dopo essere stati in vantaggio di due set.
Nonostante alcune partecipazioni alla Coppa delle Coppe, gli sponsor iniziarono ad abbandonare il progetto, e la squadra iniziò a lottare per la salvezza. La retrocessione avvenne nel 2002, mentre l'anno successivo la società venne liquidata.
La squadra venne riproposta nel 2007, acquisendo il nome dalle formazioni giovanili. Ad oggi la Prima Squadra milita nel terzo livello della pallavolo polacca.

## Rosa 2019-2020
| N° | Nome                    | Ruolo | Data di nascita   | Nazionalità sportiva |
| -- | ----------------------- | ----- | ----------------- | -------------------- |
| 1  | Alen Pajenk             | C     | 23 aprile 1986    | Slovenia             |
| 2  | Michał Ostrowski        | C     | 29 marzo 1990     | Polonia              |
| 3  | Michał Kędzierski       | P     | 9 agosto 1994     | Polonia              |
| 4  | Bartłomiej Grzechnik    | C     | 8 marzo 1993      | Polonia              |
| 6  | Damian Boruch           | C     | 14 dicembre 1989  | Polonia              |
| 7  | Athanasios Prōtopsaltīs | S     | 12 settembre 1993 | Grecia               |
| 9  | Dejan Vinčić            | P     | 15 settembre 1986 | Slovenia             |
| 11 | Michał Ruciak           | L     | 22 agosto 1983    | Polonia              |
| 13 | Mateusz Masłowski       | L     | 13 giugno 1997    | Polonia              |
| 15 | Brenden Sander          | S     | 22 dicembre 1995  | Stati Uniti          |
| 17 | Bartosz Firszt          | S     | 19 marzo 1999     | Polonia              |
| 20 | Wojciech Włodarczyk     | S     | 28 ottobre 1990   | Polonia              |
| 21 | Karol Butryn            | O     | 18 giugno 1993    | Polonia              |
| 27 | Łukasz Zugaj            | O     | 27 gennaio 1993   | Polonia              |

## Palmarès
- Coppa di Polonia: 1

1998-99